# Víctor Pujol
Víctor Pujol Sala (* 4. Oktober 1967 in Barcelona) ist ein ehemaliger spanischer Hockeyspieler. Er gewann 1996 die olympische Silbermedaille und war 1998 Weltmeisterschaftszweiter.

## Karriere
Víctor Pujol nahm mit der Spanischen Nationalmannschaft an den Olympischen Spielen 1992 in Barcelona teil. Die Spanier belegten in der Vorrunde den dritten Platz hinter der Mannschaft Pakistans und der niederländischen Mannschaft. In der Platzierungsrunde um die Plätze 5 bis 8 besiegten die Spanier zunächst die Inder und dann die Briten und belegten damit den fünften Platz. Bei der Weltmeisterschaft 1994 in Sydney belegten die Spanier den neunten Platz.
Zwei Jahre später bei den Olympischen Spielen 1996 in Atlanta gewannen die Spanier ihre Vorrundengruppe trotz einer Niederlage gegen die indische Mannschaft. Mit einem 2:1-Halbfinalsieg über die Australier erreichten die Spanier das Finale und unterlagen dann den Niederländern mit 3:1. Pujol erzielte den einzigen Treffer der Spanier im Finale. Zwei Jahre später standen sich die Niederländer und die Spanier im Finale der Weltmeisterschaft in Utrecht erneut gegenüber, die Niederländer gewannen nach Verlängerung mit 3:2.
Víctor Pujol spielte in der spanischen Liga für den Club Egara in Terrassa, den spanischen Meister von 1992, 1993 und 1996.